# Pierandrea Mattioli
Pietro Andrea Gregorio Mattioli - Matthiolus (llatí) (Siena, 23 de març de 1501 – Trento, 1577) va ser un metge i naturalista. Es va doctorar a la Universitat de Pàdua el 1523, i exercí a Siena, Roma, Trento i Gorizia, essent metge personal de Ferran II del Sacre Imperi Romanogermànic arxiduc d'Àustria a Praga i de l'emperador Maximilià II del Sacre Imperi Romanogermànic a Viena. Mattioli va descriure el primer cas d'al·lèrgia als gats. Com a botànic va descriure un centenar noves plantes i va fer uns Discorsi (comentaris) de la Materia Medica de Dioscòrides Pedaci. Del tomàquet n'aparegué la primera descripció europea.

## Biografia
Va rebre el seu doctorat a la Universitat de Pàdua el 1523, imés tard va exercir la professió a Siena, Roma, Trento i Gorizia,es va convertir en metge personal de Ferran II, Arxiduc d'Àustria a Praga i el Castell d'Ambras,i Maximilià II d'Habsburg a Viena.
Com a estudiant de botànica de forma desinteressada, va descriure 100 noves espècies, i va coordinar la botànica mèdica del seu temps a Discorsi ("Comentaris") de la Matèria Mèdica Dioscòrides, amb més de 500 gravats. La seva primera edició va aparèixer el 1544 en italià, amb diverses edicions posteriors en italià i traduccions al llatí (Venècia, 1554), txec, (Praga, 1562), alemany (Praga, 1563) i francès.
A més d'identificar l'espècie descrita originalment per Dioscòrides, Mattioli va afegir descripcions d'algunes espècies que no estaven llistades en Dioscòrides, ni tenien cap ús medicinal, creant així la transició de l'estudi de les plantes com a camp de medicina a l'estudi pel seu propi interès. Va descriure, per exemple, noves espècies recollides al Tirol, a més d'espècimens que li van donar (per exemple gràcies al metge de l'ambaixador de Turquia). També va rebre l'ajuda del seu amic el botànic Ghini.
Els xilografies de l'obra de Mattioli tenien una qualitat tan alta que permetien reconèixer les plantes encara que el text fos una mica fosc. La notable inclusió d'una varietat de tomàquet primerenca va ser el primer exemple documentat que s'estava conreant i proveir a Europa.

## Abreviatura
- L'abreviatura Mattioli s'utilitza per indicar Pietro Andrea Gregorio Mattioli com a autoritat en la descripció i classificació científica dels vegetals.[2]

## Llista d'obres
- 1533, Morbi Gallici Novum ac Utilissimum Opusculum quo vera et omnimoda eius cura percipi potest P. Andrea Mattheolo Senensi doctore praestantiss. auctore (per haeredes Hieronymi de Benedictis calcographi, Bolonya 1533)
- 1535, Liber de Morbo Gallico ,dedicat a Bernardo Clesio
- 1536, De Morbi Gallici Curandi Ratione
- 1539, Il Magno Palazzo del Cardinale di Trento
- 1544, Dioscòrides:
  - Di Pedacio Dioscoride Anazarbeo libri cinque della historia, & materia medicinale tradotti in lingua volgare italiana da M. Pietro Andrea Matthiolo Sanese medico. Amb amplissimi discorsi, et comenti, et dottissime annotationi, et censure del medesimo interprete..., també conegut com a discorsi (Niccolo Bascarini, Venedig 1544)
  - Il Dioscoride dell'eccellente dottor medico M. P. Andrea Matthioli da Siena; co i suoi discorsi, da esso la seconda uolta illustrati, & diligentment ampliati: amb l'aggiunta del sesto libro de i rimedi di tutti i ueleni da lui nuouamente tradotto, & con dottissimi discorsi per tuato... (Vincenzo Valgrisi, Venedig 1548)
  - Il Dioscoride dell'eccellente dottor medical m. P. Andrea Matthioli da Siena con li suoi discorsi da esso la terza uolta illustrati et copiosamente ampliati. Co'l sesto book de gli antidoti contra a tutti i ueleni da lui tradotto, & con dottissimi discorsi per tutto commentato... (Vincenzo Valgrisi, Venedig 1550; 1551)
- 1548, la traducció italiana de la Geografia de Ptolemeu
- Ptolemeu la geografia di Claudio Ptolemeo alessandrino, amb alcuni comenti & aggiunte fatteui da Sebastiano Munstero alamanno, amb le tauole non only antiche & moderne solite di stamparsi, ma altre nuoue aggiunteui di messer Iacopo Gastaldo piedmontse cosmographo, ridotta in uolgare italiano da m. Pietro Andrea Mattiolo senese medico eccellentissimo con l'aggiunta d'infiniti nomi moderni, ... fatta con grandissima diligenza da esso meso Iacopo Gastaldo, il che in nissun altro Ptolemeo si ritroua... (de Nicolo Bascarini per Battista Pedrezano, Venedig 1547/48)
- 1554, Petri Andreae Matthioli Medici Senensis Commentarii, en Libros sexe Pedacii Dioscoridis Anazarbei, per Materia Medica, Adjectis qu'm plurimis plantarum & animalium imaginibus, eodem authore, o Commentarii. Aquesta obra de Materia Medica va tenir comentaris anònims de Michael Servetus, i és coneguda com "l'homenatge dels impressors de Lyon a Michael de Villanova."[3]
- 1558, Apollogia Adversus Amatum Lusitanum
- 1561, Epistolarum Medicinalium Libri Quinque
- 1569, Opusculum de Simplicium Medicamentorum Facultatibus
- 1571, Compendi de Plantis Omnibus una cum Earum Iconibus
- 1586, De plantis epitome. Francofurti ad Moenum × Biblioteca Univ. Estat de Dusseldorf.
- 1590, Kreutterbuch de-hochgelehrten unnd weitber-hmten Herrn D. Petri Andreae Matthioli : jetzt widerumb mit viel sch'nen neuwen Figuren, auch n'tzlichen Artzeneyen, und andern guten St'cken, zum andern mal au' sonderm Flei' gemehret und verfertigt. Franckfort am Mayn : [Johann Feyerabend f'r Peter Fischer & Heinrich Tack]. Biblioteca Univ. És de Dusseldorf.
- 1598, Medici Caesarei et Ferdinandi Archiducis Austriae opera quae extant omnia. Frankfurt a.M. Univ Bilbioteca. Estat de Dusseldorf.
- 1627, Les commentaires de P. André Matthiolus sur les six livres de Pedacius Dioscoride Anazarbeen, de la matiere medecinale : traduits de latin en fran'ois, par M. Antoine du Pinet ; et illustrez de nouveau, d'un bon name de figures, & augmentez ... ; avec plusieurs tables ... Lyon. Biblioteca Univ. Estat de Dusseldorf.